# Новая Ажинка
Новая Ажинка — село в Солтонском районе Алтайского края. Входит в состав Ненинского сельсовета.

## География
Расположен на востоке края, на реке Бия. Рельеф увалисто-холмистое плато Салаирского кряжа.
Климат
континентальный. Средняя температура января −17,2 °C, июля +18,6 °C. Годовое количество атмосферных осадков — 580 мм.

## История
Основано в 1866 г.
В 1928 году село Ново-Ажинско в административном отношении являлось центром Ново-Ажинского сельсовета Новиковского района Бийского округаСибирского края.

## Население
| 1926 | 1997 | 1998 | 1999 | 2000 | 2001 | 2002 | 2003 | 2004 |
| ---- | ---- | ---- | ---- | ---- | ---- | ---- | ---- | ---- |
| 611  | ↘230 | ↘226 | ↘219 | ↘205 | ↗211 | ↘188 | ↗191 | ↘185 |
| 2005 | 2006 | 2007 | 2008 | 2009 | 2010 | 2011 | 2012 | 2013 |
| ↘182 | ↘166 | ↘161 | ↘146 | ↘120 | ↗129 | ↘128 | →128 | ↘120 |

Национальный состав
В 1928 году основное население — русские.
Согласно результатам переписи населения 2002 года, в национальной структуре населения русские составляли 98 %.

## Инфраструктура
Приусадебное хозяйство. В 1928 году состояло из 123 хозяйств.

## Транспорт
Автомобильная дорога общего пользования межмуниципального значения Алтайского края «Ненинка — Новая Ажинка» (автодорога 01Н-4405).